# 麻畠美代子
麻畠美代子（あさはた みよこ、1942年8月18日 - 1964年2月18日）は、日本のミスコン女王、客室乗務員。ミス京都、ミス・ワールド・ジャパン準優勝の肩書を持つ。
1964年2月18日、日東航空おやしお号墜落事故で殉職するが、これがきっかけとなり建立されたみよし観音は今も残る。

## 経歴・人物
1942年8月18日、京都市に生まれる。5人兄弟姉妹の一人。少なくとも一人の姉と少なくとも一人の弟がいる。父は西陣織関連の仕事に従事。
幼少時より色白のかわいい子で、幼稚園の学芸会などでは人気者だった。1958年4月1日、精華女子高等学校商業科入学。在学中はバスケットボールの選手だった。1961年3月31日、同卒業。
高校卒業後は髙島屋京都店のエスカレーターガールになる。4人の枠に60人の応募があった選考を突破しての採用であった。1962年6月14日、フェスティバルホール（大阪市北区）で開催されたミスコンでミス・ワールド・ジャパン準優勝。その後しばらくモデルとして活動するが、もともと飛行機が好きだったこともあり1963年3月、日東航空の客室乗務員となる。余談であるが、1963年5月1日に墜落したつばめ号に搭乗の予定であったが、出発直前に定員オーバーとなり搭乗しなくて済んだ。
1964年2月10日、客室乗務員という危険な仕事について心配する母・千代に対し「あと2年は空をとびたいわ」と笑って答えた。母によると、あと2年くらいで結婚するつもりだったのではないか、お見合いの話もあったが自分で相手を見つけるつもりだったのではないか、とのこと。そのために行李に2箱分着物を貯めていた。

### 殉職
1964年2月18日午前8時22分頃、伊丹空港を離陸した直後の徳島行き日東航空機がエンジントラブルに見舞われ、兵庫県尼崎市田能二ノ坪に墜落。取り残された乗客1人を救うため機内に戻るが、機体は爆発、乗客ともども還らぬ人となる。最後の言葉は「おかあさん」だったと伝えられている。殉職を伝える新聞記事によると、当時の住所は京都市上京区。
2月21日、葬儀は社葬として盛大に行われた（週刊平凡の記事による）。戒名・麗空院釈尼晃美。

### 宝田寮
徳島県阿南市宝田町（現・阿南市羽ノ浦町中庄）にある宝田寮という孤児院とも交流があった。宝田寮の子供たちからは「飛行機のおねえさん」と呼ばれ慕われた。
1962年、東京の福祉新聞の久保専務が徳島をたずねた際、ホタルの美しさに驚き、東京の子供に見せたら喜ぶだろうと語った。宝田寮の子供たちはホタルを捕まえ、7月3日、東京のいくつかの養護施設に届けられた（このほか、大阪市住吉区苅田の四恩学園にもホタルを届けた）。このときホタルの輸送に関わった麻畠は宝田寮の子供たちと仲良くなる。このホタル贈呈は2年間続いた。
1964年8月、本村忠弘(17才)、大溝陽子(10才)ほか10人の孤児が東京見物に招待される。陽子の手には麻畠の遺影があった。
麻畠の死後、子供たちは「麻畠との絆を形に残したい」と寮長に相談。約33万円を募金で集め、1966年12月、「ホタルの塔」が完成する。高さ6ｍのポールの先端に水銀灯が設置されたもので、宝田寮の敷地内に設置されている。2012年、宝田寮の建物は改築されたが、ホタルの塔はそのまま残された。
その後、大阪府豊中市の大学職員・小林幸也はホタルの塔の存在を知る。2016年9月、詳しい経緯を知りたいと宝田寮を訪問。「もう一度絆を取り戻してあげたい」と一念発起、日東航空の後身・ジェイエアに交流事業を提案したところ快諾を得る。2017年3月、ジェイエアは子供たちを大阪空港に招待し、空港見学などを行った。同年12月には阿南市津乃峰町長浜の阿南市Ｂ＆Ｇ海洋センター体育館で一緒に紙飛行機を作った。

### みよし観音
三重県に住む交通遺児の坂井誠と進兄弟が「みよし観音」を六甲山上に建てようと願ったのをきっかけに、「みよし観音建立奉賛会」が発足する。誠は生後間もない1956年10月に参宮線の列車事故で父を失っている。航空事故が無くなることを祈って『六甲山のあの上』を作詞すると兄の進が曲を付けた。この曲を聴いた神戸市の仏教研修所大和精舎の小林慈海を中心に、全国から計500万円の募金が集まった。命名の由来は「美代子」を「みよし」と読み替えたもの。
1970年夏、六甲山（灘区六甲山町北六甲）に神戸市北区の仏像彫刻家・芝良空制作の「みよし観音」建立。客室乗務員の帽子をかぶった高さ2.3メートルの「みよし観音」は、飛行機の形をイメージした台座に乗っている。像の下には写経石が埋設された。
その後、毎年8月1日に「大空のまもり祈年祭」が行われている。観音像の右手は空を指し、今も空の安全を祈る（天上寺副貫主・伊藤浄真による）。
1999年5月16日、六甲山頂にて「建立三十年記念式典」が行われた。薬師寺（奈良市西ノ京町）の松久保秀胤管主らが読経を行い、美代子の遺族や地元住民約200人が献花、冥福を祈った。新たに設置された森繁久弥の歌碑はこの日除幕された。
2019年5月24日、「みよし観音50回法要」が行われた。

#### その他
みよし観音の周囲には森繁久弥、吉永小百合、葉上照澄（比叡山千日回峰行者）、石原慎太郎らの歌碑が配されている。森繁久弥の歌碑にこうある:「ホタルの天使」。
みよし観音の土地は一般財団法人住吉学園（神戸市東灘区）の所有であるが、竹田統理事長は「知らなかった事を残念に思い、2018年度から地代を無料にし、これからはみよし観音の行事に参加する」と決定した。